# Patnácté Vánoce u Simpsonů
Patnácté Vánoce u Simpsonů (v anglickém originále 'Tis the Fifteenth Season) jsou 7. díl 15. řady (celkem 320.) amerického animovaného seriálu Simpsonovi. Scénář napsal Michael Price a díl režíroval Steven Dean Moore. V USA měl premiéru dne 14. prosince 2003 na stanici Fox Broadcasting Company a v Česku byl poprvé vysílán 21. října 2006 na stanici ČT2.

## Děj
Homer dostane od pana Burnse místo odměn kartičku se „současným“ baseballovým hráčem, za kterou mu dá Komiksák vše, co má v pokladně. Simpsonovi jdou nakupovat a Homer projeví jako sobec, když si za peníze na stromeček koupí ten nejzbytečnější dárek – mluvící astroláb –, a Marge s dětmi se na něj začnou zlobit.
Homer uvidí jednu z variací na Vánoční koledu od Charlese Dickense a rozhodne se napravit. Stane se nejhodnějším člověkem ve městě, ale Flanders mu toto postavení závidí, a proto dá všem lidem dárky. Homer jej chce překonat, ale Líza mu řekne, že si myslí, že by lidé byli šťastnější bez dárků. Homer tak ukradne všechny dárky ve městě a chce je spálit. Posléze se utvoří zuřící dav, který ho chce zabít. Ned se Homera pokusí neúspěšně zachránit,, ale v bezpečí se ocitne až poté, co se na obloze objeví hvězda (ve skutečnosti poslední světlice Hanse Krtkovice) a lidé mu odpustí.
Nakonec Homer s Nedem rozdají dárky zpět a Vočko se pokusí o sebevraždu.

## Produkce
Autorem dílu je Michael Price, jenž jako svůj nejoblíbenější příspěvek k seriálu uvedl „Homerovo shrnutí toho, co znamenají Vánoce“. Řekl, že tento proslov „v podstatě zůstal takový, jaký je, ve všech pracovních verzích epizody“.

## Přijetí
Dne 2. listopadu 2004 vyšla tato epizoda ve Spojených státech na kolekci DVD s názvem The Simpsons Christmas 2 spolu s díly 12. řady Homer versus důstojnost a Skinnerova zkouška sněhem a dílem 14. řady Cesta z maloměsta.
Brian James z PopMatters při recenzování DVD napsal, že „Patnácté Vánoce u Simpsonů jsou sotva mistrovské dílo, ale obsahují mluvící astroláb a dvojitý slaninový burger, což jsou dva prvky, které si zaslouží místo v Simpsonovské Valhalle. Je škoda, že podobné příspěvky nepřicházejí tak rychle a zběsile jako před deseti lety, ale to, že Simpsonovi tu a tam nabídnou pár úsměvných momentů, a ne že jsou takhle pozdě naprostou trapností, je větší úspěch, než jim kdokoli přisuzuje. Je to pořád jenom animák a pořád dost dobrý.“.
Kyle Ryan z The A.V. Clubu chválil díl za „pěknou rovnováhu mezi ostrou satirou a skutečným srdcem“.